# (3570) Wuyeesun
(3570) Wuyeesun es un asteroide perteneciente al cinturón de asteroides, descubierto el 14 de diciembre de 1979 por el equipo del Observatorio de la Montaña Púrpura desde el Observatorio de la Montaña Púrpura, Nankín (China).

## Designación y nombre
Designado provisionalmente como 1979 XO. Fue nombrado Wuyeesun en homenaje a "Wu Yeesun" un experto chino en el cuidado del bonsái.